# Макосланд (Ајова)
Макосланд (енгл. McCausland) град је у америчкој савезној држави Ајова. По попису становништва из 2010. у њему је живело 291 становника.

## Демографија
Према попису становништва из 2010. у граду је живело 291 становника, што је -8 (-2.7%) становника више него 2000. године.
| Група             | 2000.       | 2010.       |
| Белци             | 295 (98,7%) | 284 (97,6%) |
| Афроамериканци    | 0 (0,0%)    | 0 (0,0%)    |
| Азијати           | 0 (0,0%)    | 0 (0,0%)    |
| Хиспаноамериканци | 1 (0,3%)    | 5 (1,7%)    |
| Укупно            | 299         | 291         |